# Milinko Pantić
Milinko Pantić (1966 szeptember 5.-) korábbi jugoszláv labdarúgó. Az 1996-1997-es szezon végén ő lett az UEFA-bajnokok ligája az évi gólkirálya.

## Pályafutása
29 éves korában az Atlético Madridnál újonnan kinevezett edző Radomir Antić megkereste Pantićt, és le is igazolták a jugoszláv középpályást. Az 1996–1997-es UEFA-bajnokok ligája gólkirálya lett az 5 góljával.

## Sikerek

### Partizan
- Jugoszláv labdarúgókupa győztes  (1988-1989)
- Jugoszláv labdarúgó-bajnokság győztes  (1985–1986; 1986–1987)

### Atlético Madrid
- Spanyol labdarúgókupa győztes  (1995-1996)
- Spanyol labdarúgó-bajnokság győztes (1995–1996)